# 布桂嗪
布桂嗪（开发代号：AP-237，化学名：1-丁酰基-4-肉桂酰哌嗪）是一种含氮有机化合物，化学式为C17H24N2O，可作为一种類阿片镇痛药，20世纪70年代在日本首次合成，1986年起在中国广泛用于缓解癌症患者的疼痛